# William Morris Davis
William Morris Davis (Filadélfia, Pensilvânia, 12 de fevereiro de 1850 — Pasadena, Califórnia, 5 de fevereiro de 1934) foi um geógrafo norte-americano, muitas vezes chamado de "pai da geografia estadunidense" não só pelo seu trabalho e esforços no estabelecimento de geografia como uma disciplina acadêmica, mas também por seu progresso na geografia e no desenvolvimento da geomorfologia.

## Biografia
Filho de Edward M. Mott Davis e Mary Davis, formou-se na Universidade de Harvard com 19 anos de idade, e um ano mais tarde, obteve o mestrado em engenharia. Trabalhou então em Córdova, Argentina, durante três anos, depois de trabalhar como assistente de Nathaniel Shaler, tornou-se um instrutor de geografia na Universidade de Harvard. Casou-se com Ellen B. Warner em Springfield, Massachusetts, em 1879. Continuou a ensinar em Harvard, até sua aposentadoria em 1912.

## Publicações
- Geographic methods in geologic investigations, National Geographic Magazine 1:pp. 11–26 (1888)
- The Rivers and Valleys of Pennsylvania, National Geographic Magazine 1: pp. 183–253 (1889)
- The Geographical Cycle, Geographical Journal, vol. 14, pp. 481–504 (1899)
- The Physical Geography of the Lands, Popular Science Monthly 2: pp. 157–170 (1900)
- Elementary Physical Geography. Ginn and Co, Boston, p. 401.
- Geographical Essays (Boston: Ginn, 1909)